# Championnat d'Amérique du Nord masculin de volley-ball des moins de 19 ans

## Palmarès
| Année | Lieu                   | Champion         | Finaliste  | Troisième  | Quatrième  |
| ----- | ---------------------- | ---------------- | ---------- | ---------- | ---------- |
| 1998  | République dominicaine | Rép. dominicaine | Mexique    | Porto Rico |            |
| 2000  | Mexico                 | Mexique          | Porto Rico | Canada     |            |
| 2002  | République dominicaine | Porto Rico       | États-Unis | Mexique    |            |
| 2004  | Mexico                 | Cuba             | Canada     | Mexique    | Porto Rico |
| 2006  | Bayaguana              | Porto Rico       | États-Unis | Cuba       | Canada     |
| 2008  | Miami                  | États-Unis       | Porto Rico | Mexique    | Guatemala  |
| 2010  | Guadalajara            | Cuba             | États-Unis | Porto Rico | Mexique    |
| 2012  | Tijuana                | Cuba             | Mexique    | États-Unis | Porto Rico |
| 2014  | Tulsa                  | États-Unis       | Cuba       | Mexique    | Porto Rico |
| 2016  | La Havane              | Cuba             | États-Unis | Mexique    | Nicaragua  |
| 2018  | San José               | Cuba             | États-Unis | Porto Rico | Guatemala  |

## Tableau des médailles
| Rang | Pays                   | Médaille d'or | Médaille d'argent | Médaille de bronze | Total |
| 1    | Cuba                   | 5             | 1                 | 1                  | 7     |
| 3    | États-Unis             | 2             | 5                 | 1                  | 8     |
| 2    | Porto Rico             | 2             | 2                 | 3                  | 7     |
| 4    | Mexique                | 1             | 2                 | 5                  | 8     |
| 5    | République dominicaine | 1             | 0                 | 0                  | 1     |
| 6    | Canada                 | 0             | 1                 | 1                  | 2     |